# بوتش ميلر
بوتش ميلر (بالإنجليزية: Butch Miller)‏ هو سائق سباق أمريكي، ولد في 5 يونيو 1952 في كوبيرسفيل في الولايات المتحدة.

## وصلات خارجية
- بوتش ميلر على موقع Racing-Reference.info (الإنجليزية)